# Smizer Wischnjou

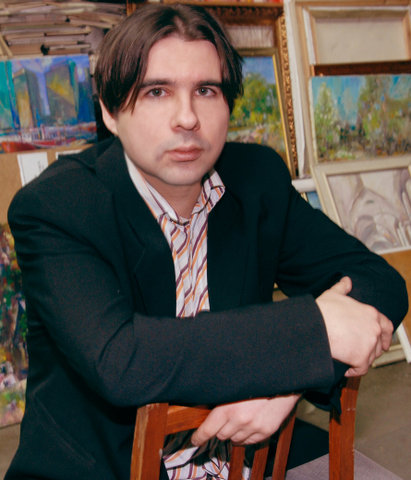
Zmicier Vishniou

Zmicier Vishniou (belarussisch Зміцер Вішнёў Zmicier Višnioŭ, auch geschrieben Smizer Wischnjou; * 1973 in Debrecen, Ungarn) ist ein belarussischer Schriftsteller, Dichter, Künstler, Performer und Verleger. 

## Biografie
Er wurde in Debrecen (Ungarn) geboren. Er absolvierte die Fakultät für Journalistik der Belarussischen Staatlichen Universität und studierte am Maxim-Gorki-Literaturinstitut in den Höheren Literaturkursen (Seminar für Literaturkritik). Malunterricht erhielt er bei Wladimir Akulau.
Er arbeitete als Korrespondent der Zeitung „Kultura“, als Redakteur der Zeitschrift „Belarus“, als Literaturberater im Verband der belarussischen Schriftsteller, als Direktor des Verlags „Halijafy“ und war Chefredakteur der Zeitschrift „Teksty“.
Er ist einer der Mitbegründer der literarischen Bewegung „Bum-Bam-Lit“, war Mitglied der literarischen Gruppe „SCHMERZWERK“ und leitete die Performance-Gruppe „Spezbrigade der afrikanischen Brüder“.
Mitglied des belarussischen PEN-Zentrums. War Mitglied des Verbands der belarussischen Schriftsteller.
Seit 2022 Stipendiat des Writers-in-Exile-Programms des PEN-Zentrums Deutschland. 

## Werke
Bücher
- “Штабкавы тамтам“ („Gestreifter Tom-Tom“) (Lyrik). – Minsk: Mastackaja Litaratura, 1998.
- “Тамбурны маскіт“ („Tambour-Moskito“) (Lyrik, Prosa). – Sankt Petersburg: Nevskij Prospekt, 2001.
- “Трап для сусьліка, альбо Нэкрафілічнае дасьледаваньне аднаго віду грызуноў“ („Treppe für einen Ziesel oder nekrophile Studie einer Nagetierart“) (Prosa, Kritik). – Minsk: Lohvinau, 2002.
- “Верыфікацыя нараджэння“ („Verifikation der Geburt“) (Lyrik). – Minsk: Lohvinau, 2005.
- “Фараон у заапарку“ („Pharao im Zoo“) (Lyrik). – Minsk: Lohvinau, 2007.
- “Замак пабудаваны з крапівы“ („Das Brennesselhaus“) (Roman). – Minsk: Lohvinau, 2010.
- “Шоргат жукоў“ („Das Rascheln der Käfer“) (Lyrik). – Minsk: Halijafy, 2011.
- Das Brennesselhaus. Hrsg.: Luxbooks (= Ohrensessel). Wiesbaden 2014, ISBN 978-3-939557-08-1, (belarussisch: Замак пабудаваны з крапівы. 2010. Übersetzt von Martina Jakobson).
- “Спітыя баркасы“ („Betrunkene Langboote“) (Lyrik). – Minsk: Kaucheh, 2014.
- “Калі прыгледзецца – Марс сіні“ („Bei näherem Hinsehen – der Mars ist blau“) (Roman). – Minsk: Januskevic, 2018.
- “Я – тое мяса, якое прыгатаваў Зміцер“ („Ich bin das Fleisch, das Zmicier zubereitet hat“) (Roman). – Minsk: Skaryna Press, 2025.

## Übersetzungen ins Deutsche
- Das Brennesselhaus. Hrsg.: Luxbooks (= Ohrensessel). Wiesbaden 2014, ISBN 978-3-939557-08-1, S. 250 (belarussisch: Замак пабудаваны з крапівы. 2010. Übersetzt von Martina Jakobson).[1]
- Gedichte, In: Die Horen, Bd. 4 / 2007. Übersetzt von Martina Jakobson (geb. Mrochen).
- Gedichte, In: Лінія фронту – Frontlinie -2, Deutsch-Belarussische Anthologie, Hg. von Zmicier Vishniou/Martina Jakobson (geb. Mrochen), Логвінаў/Goethe Institut 2007.

## Auszeichnungen
- Stipendium des Literarischen Colloquiums Berlin, 2006
- Internationales Lyrikfestival Medana/Slowenien,
- Literaturfestival Krakau (IV. Krakówer Literaturtage 2008, Villa Decius).
- Seit 2022 Stipendiat des Writers-in-Exile-Programms des PEN-Zentrums Deutschland.